# Prigen (ort i Indonesien)
Prigen är en ort i Indonesien.   Den ligger i provinsen Jawa Timur, i den västra delen av landet, 700 km öster om huvudstaden Jakarta. Prigen ligger 823 meter över havet och antalet invånare är 24 164.
Terrängen runt Prigen är kuperad åt nordost, men åt sydväst är den bergig.Runt Prigen är det tätbefolkat, med 276 invånare per kvadratkilometer. Närmaste större samhälle är Lawang, 18,9 km sydost om Prigen. I omgivningarna runt Prigen växer i huvudsak städsegrön lövskog.